# Ermenilda z Ely
Ermenilda z Ely, znana również pod imionami: Hermenegilda, Ermenegilda, Eormenhilda, Ermenhilda (zm. 13 lutego 703) – żona Wulfhere’a, króla Mercji. Święta czczona przez Kościół katolicki i anglikański.
Zachowało się niewiele informacji na temat jej życia. Urodziła się w rodzinie królewskiej jako żona króla Kentu Earconberta i jego żony Seksburgi (późniejszej świętej). Wyszła za Wulfhera, pogańskiego wówczas króla Mercji, z którym miała córkę, Werburgę (późniejszą świętą) oraz syna Kenreda. Za jej namową Wulfher dał się ochrzcić i został chrześnijaninem. Po śmierci męża w 675 roku została zakonnicą w benedyktyńskim klasztorze w Minster-in-Sheppey założonym i prowadzonym przez jej matkę. Kiedy jej matka przeszła do klasztoru w Ely, Ermenilda została wybrana ksienią. Później sama przeszła do Ely, gdzie dołączyła także jej córka Werburga. W 699 roku Ermenilda została tam ksienią. Zmarła w 703 roku.
Jej wspomnienie obchodzone jest 13 lutego.